# Puig Tosell Gros
El Puig Tosell Gros és una muntanya de 1.462 metres que es troba entre els municipis de Vidrà, a la comarca d'Osona i de la Vall d'en Bas, al Ripollès.